# Дијего Веласкез (глумац, 1999)
Дијего Веласкез Леон (шп. Diego Velázquez Leon, 14. април 1999) је мексички глумац. Рођен је у Мексико Ситију. Каријеру је започео у серији Súper amigas. Популарност је стекао у теленовелама Mi pecado,La Fuerza del Destino и Abismo de pasión.

## Филмографија
| Година: | Српски назив: | Оригинални назив:     | Улога:   |
| ------- | ------------- | --------------------- | -------- |
| 2013.   | /             |                       | Орасио   |
| 2012.   | /             |                       | Пабло    |
| 2012.   | Понор љубави  |                       | Гаел     |
| 2011.   | /             | La Leyenda del Tesoro | Омар     |
| 2011.   | Тајна љубав   |                       | Алекс    |
| 2009.   | /             |                       | Педро    |
| 2009.   | Грешне душе   |                       | Сесар    |
| 2009.   | /             |                       | Ел Васко |
| 2008.   | /             |                       | Мартин   |
| 2008.   | /             |                       | Хавијер  |
| 2008.   | /             |                       | Пако     |
| 2008.   | /             |                       | Раул     |